# Бътерфлай
Бътерфлай (на английски: Butterfly – пеперуда) е стил в плуването. Популярен е също под името делфин. Той е най-тежкият и труден стил за начинаещи. Бътерфлаят е труден също и за състезателите, защото за него е необходима повече енергия отколкото за плуване в стил кроул и гръб, когато се плува със скорост. Стилът претърпява големи промени, откакто е въведен в средата на 60-те години на 20. век. В началото е бил разновидност на бруста. Плувало се е с разтваряне на краката (брустова ножица). Сегашният му вид (с делфинов удар на краката) е създаден от унгарския плувец Карел Тумпек. Бътерфлаят е вторият по скорост от четирите официални състезателни плувни стила, като само при 200 м на 25-метров басейн световният рекорд на гръб е по-силен. Най-добрите плувци в света го плуват със средна скорост около 1,95 метра в секунда.

## Постижения на най-добрите плувци в света

### На 50-метров басейн

#### Мъже
- Роланд Шуман, ЮАР – 50 м – 0:22;96 сек.
- Майкъл Фелпс, САЩ – 100 м – 0:49;82 сек.
- Майкъл Фелпс, САЩ – 200 м – 1:51;51 сек.

#### Жени
- Тереза Алшамар, Швеция – 50 м – 0:25;46
- Дана Волмър, САЩ – 100 м – 0:55.98
- Зиге Лиу, Китай – 200 м – 2:01.81

## Български резултати

### Мъже
- Георги Палазов – 50 м – 0:24;67 НР /ЕП по плуване Мадрид, Испания 2004 г./;
- Симеон Македонски – 50 м – 0:25;10;
- Денислав Калчев – 50 м – 0:25;35;
- Йосиф Миладинов 100 м - 51,91 световното първенство за юноши 2019 г.
- Денислав Калчев – 100 м – 0:54;37 НР /РП по плуване София 1994 г./;
- Георги Палазов – 100 м – 0:54;48
- Симеон Македонски – 100 м – 0:55;37
- Георги Палазов – 200 м – 2:00;83 НР /Солун, Гърция 2006 г./
- Денислав Калчев – 200 м – 2:03;53
- Симеон Македонски – 200 м – 2;05;27

### Жени
- Радосвета Пиронкова – 50 м – 0:28;97 НР /София 1985/
- Невяна Митева – 100 м – 1:01;47 НР /Антверпен, Белгия 1988/
- Невяна Митева – 200 м – 2:13;69 НР /София 1988/
- Азра Янък шампион на България за девойки - 100 м. – 1,03.22.

## Как да плуваме бътерфлай?
Урок по бътерфлай (с делфиново движение)